# Viļaka
Viļaka è un comune della Lettonia appartenente alla regione storica della Letgallia di 6.545 abitanti (dati 2009).

## Località
Il comune è stato istituito nel 2009 ed è formato dalle seguenti località:
- Kuprava
- Medņeva
- Susāji
- Šķilbēni
- Vecumi
- Žīguri
- Viļaka